# Цветопись
Цветопись - передача цвета языком художественного произведения. С помощью цветописи писатель может передать чувства не напрямую, а как бы мелкими штрихами, наполняя своё художественное произведение. 
Обычно цветопись выражается с помощью прилагательных, однако цветопись может выражаться и в существительных, и в других частях речи.
Персидские мотивы(отрывок)
Воздух прозрачный и синий,
Выйду в цветочные чащи.
Путник, в лазурь уходящий,
Ты не дойдешь до пустыни.
Воздух прозрачный и синий.
С.Есенин.
Курсивом выделены лишь те прилагательные которые видны с первого взгляда. Но если прочитать отрывок из этого произведения несколько раз, то станет понятно, что цветовые оттенки содержатся в каждой строке.
Кроме этого у А.П.Журавлева в книге "Смысл и звук" представлена теория о звуко-цветовых соответствиях. Он считает, что гласные звуки соотносятся с определенными цветами и смыслом.
Звуко-цветовые соответствия:
- А — ярко-красный,
- О — яркий, светло-желтый или белый,
- И — светло-синий,
- Э — светлый желто-зеленый,
- У — темный сине-зеленый,
- Ы — тусклый темно-коричневый или черный.